# Biranchibarba
Biranchibarba – gaun wikas samiti w środkowej części Nepalu w strefie Narajani w dystrykcie Parsa. Według nepalskiego spisu powszechnego z 2001 roku liczył on 414 gospodarstw domowych i 2735 mieszkańców (1304 kobiet i 1431 mężczyzn).